# Liriomyza anthemidis
Liriomyza anthemidis är en tvåvingeart som beskrevs av Pakalniskis 1994. Liriomyza anthemidis ingår i släktet Liriomyza och familjen minerarflugor.
Artens utbredningsområde är Litauen. Inga underarter finns listade i Catalogue of Life.